# (6910) Ikeguchi
(6910) Ikeguchi (1991 FJ) – planetoida z pasa głównego asteroid okrążająca Słońce w ciągu 5,33 lat w średniej odległości 3,05 j.a. Odkryta 17 marca 1991 roku.